# Shams al-Din Juvayni
 Shams al-Din Juvayni était vizir perse de la dynastie mongole de Ilkhanat de Perse. Il servit successivement sous 4 Ilkhans  Houlagou, Abaqa, Ahmad Teküder and Arghoun.
En 1284, il est assassiné sur les ordres d’Arghoun.